# إعراب محلي
الإعراب المحلي في النحو وقواعد اللغة العربية، هو تغير اعتباري في حركة الكلمة، فلا يكون ظاهراً أو مقدراً. وفي الإعراب المحلي لا يقوى العامل على أن يؤثر في الكلمة، ولكن لو نزلت منزلها كلمة معربة لتأثرت بالعامل، فنقول في الإعراب المحلي في محل رفع أو نصب أو جر أو جزم. وهو يكون في الكلمات المبنية والجمل والمصدر المؤول.،

## مواضع الإعراب المحلي

### الكلمات المبنية
المبني لا تظهر على آخره حركات الإعراب لأنه ثابت الآخر على حالة واحدة، فإن وقع أحد المبنيات موقع مرفوع أو غيره فيكون رفعه أو نصبه أو جره أو جزمه اعتبارياً محلياً. ومن الكلمات المبنية المعربة إعراباً محلياً الفعل الماضي حين يسبق بعامل الجزم وكذلك الفعل المضارع إذا اتصل به نون النسوة ونون التوكيد.
ليست كل الكلمات المبنية تعرب إعراباً محلياً، فهناك مبنيات كثيرة لا محل لها من الإعراب، فلا يتغير آخرها لفظاً ولا تقديراً ولا محلاً. ومن هذه المبنيات الحروف وفعل الأمر والفعل الماضي غير المسبوق بأداة شرط جازمة وأسماء الأفعال وأسماء الأصوات.